# Милошовичі
Милошовичі (до 2025 року — Милошевичі) — село в Україні, у Львівському районі Львівської області. Населення становить 262 особи. Орган місцевого самоврядування — Пустомитівська міська рада.

## Історія
1944 року Армія Крайова убила 36 мешканців села.
5 червня 2025 року Верховна Рада підтримала повернення історичної назви села Милошевичі — Милошовичі. 15 червня 2025 року перейменування набуло чинності.

## Населення
1880 року було 647 мешканців у ґміні (з них тільки 86 римо-католиків).
За даними Всеукраїнського перепису населення 2001 року, у селі мешкало 262 особи. Мовний склад села був таким:
| Мова       | Число ос. | Відсоток |
| ---------- | --------- | -------- |
| українська | 260       | 99,24    |
| російська  | 1         | 0,38     |
| польська   | 1         | 0,38     |

## Відомі люди
- Василь Винар (1870, Милошевичі — 1924) — український педагог.